# Dienst der Zuiderzeewerken
De Dienst der Zuiderzeewerken was de bouwdienst belast met de aanleg van de Zuiderzeewerken.
De dienst was aanvankelijk (sinds 1919) een afzonderlijke dienst naast Rijkswaterstaat, sedert 1935 werkzaam onder verantwoordelijkheid van de directeur-generaal van Rijkswaterstaat en sinds 1971 een onderdeel van die dienst. Geleidelijk aan veranderde het karakter van de dienst van een bouwdienst in een gewone regionale beheersdienst van Rijkswaterstaat: de directie Zuiderzeewerken. Op 1 januari 1989 ontstond uit een fusie van deze directie met de Rijksdienst voor de IJsselmeerpolders de directie Flevoland.

## Geschiedenis van de organisatie

#### Onafhankelijke dienst
De dienst is opgericht op 1 mei 1919 om de uitvoering van de Zuiderzeewerken ter hand te nemen. Er werd gekozen voor een aparte dienst naast Rijkswaterstaat met een eigen directeur-generaal. Vaak wordt hiervoor als reden gegeven dat er binnen Rijkswaterstaat veel prominente ingenieurs waren, die het Plan Lely te riskant vonden en een bedreiging voor de "goede naam van de Rijkswaterstaat". In de toelichting op de Zuiderzeewet geeft Lely aan dat het in de bedoeling lag de uitvoering van de werken "onder toezicht van de ambtenaren van den Waterstaat". Uiteindelijk wordt het van belang geacht, aldus Lely, dat de leiding in handen diende te komen van één persoon, die "zijn volle arbeidskracht vrijelijk moet kunnen inzetten om de uitvoering met de groots mogelijke voortvarendheid te kunnen doorzetten. Deze persoon moet ook geheel vrij zijn van den Waterstaat, rechtstreeks onder den Minister werken." Deze persoon werd de inspecteur-generaal van Rijkswaterstaat, ir. Wortman, die op 1 mei 1919 werd benoemd tot directeur-generaal van de Dienst der Zuiderzeewerken. Hij werd in 1929 opgevolgd door ir.V.J.P de Blocq van Kuffeler.

#### Onder de directeur-generaal van Rijkswaterstaat
In 1930 kreeg Rijkswaterstaat na geruime tijd weer een centrale leiding in de persoon van dr.ir.J.A. Ringers, die per 1 april van dat jaar directeur-generaal werd. Hij was oorspronkelijk waterstaatsingenieur, maar had vanaf 1 januari 1927 de functie van directeur en hoofduitvoerder N.V. MUZ (Maatschappij tot Uitvoering van Zuiderzeewerken) vervuld. In die functie was hij de tegenspeler van de leiding van de Dienst der Zuiderzeewerken. Zijn ervaringen daarmee waren van dien aard dat hij vond dat de dienst onder de verantwoordelijkheid van Rijkswaterstaat diende te vallen. Dit gebeurde per 1 mei 1935 zij het als aparte dienst onder de directeur-generaal. De Blocq van Kuffeler werd ontheven van zijn functie als directeur-generaal van de Dienst der Zuiderzeewerken en mocht als hoofdingenieur-directeur de leiding van de dienst aanvankelijk waarnemen en later vanaf 1937 voortzetten.

#### Onderdeel van Rijkswaterstaat
Bij de reorganisatie van Rijkswaterstaat in februari 1971 werd de dienst der Zuiderzeewerken een normale (bouw)dienst binnen Rijkswaterstaat met behalve de - in beginsel tijdelijke - beheerstaak van de gerealiseerde objecten de bouwtaak van de Markerwaard. Toen geleidelijk aan duidelijk werd dat de Markerwaard niet zou worden aangelegd werd de dienst omgebouwd tot een beheersdirectie en werd de naam (in 1977) gewijzigd in directie Zuiderzeewerken. Pas in 1988 viel het besluit de bouwtaak ook niet meer in de naam te bewaren en fuseerde de directie met de Rijksdienst voor de IJsselmeerpolders tot de directie Flevoland.